# 德蒙特·爱德华兹
德蒙特·苏戴恩·爱德华兹（1992年4月20日—）為美國男子籃球運動員。
2011年10月，爱德华兹選擇進入田納西大學就讀。2015年8月，爱德华兹與雷丁火箭簽約。2018年10月，爱德华兹與拉羅達簽約。爱德华兹出賽14場，場均貢獻4.6分、4.2籃板、1.1助攻、1.2阻攻。2020年12月，中国男子篮球职业联赛天津先行者與爱德华兹簽約。爱德华兹曾至广东华南虎、新疆飞虎、吉林东北虎試訓。爱德华兹代表天津先行者出賽18場，場均可挹注11.4分、7.5籃板、1.6助攻、1.1抄截。2021年12月，南京大圣與爱德华兹簽約。2022年9月，T1聯盟臺南台鋼獵鷹簽下爱德华兹。2022年11月，爱德华兹因右膝傷勢與臺南台鋼獵鷹解除合約。

## 外部連結
- 德蒙特·爱德华兹在fiba.basketball（英语）
- 德蒙特·爱德华兹在fiba3x3.com（英语）
- 德蒙特·爱德华兹在Basketball-Reference.com（國際）（英语）
- 德蒙特·爱德华兹在Sports-Reference.com（NCAA）（英语）
- 德蒙特·爱德华兹在Eurobasket.com（球員）（英语）
- 德蒙特·爱德华兹在Proballers（英语）
- 德蒙特·爱德华兹在RealGM（英语）
- 德蒙特·爱德华兹在中国篮球数据库